# La Lapidation de saint Étienne (Carracci)
Pour les articles homonymes, voir La Lapidation de saint Étienne.
La Lapidation de saint Étienne est un tableau réalisé en 1603-1604 par le peintre italien Annibale Carracci. De format horizontal, cette huile sur cuivre est une peinture chrétienne qui représente Étienne pendant son martyre. À genoux au pied d'un rempart de Jérusalem, le prédicateur y figure à l'instant où il est lapidé par un groupe, en présence de témoins. Un ange vole dans sa direction en portant une couronne et la palme des martyrs, sous le regard de Jésus-Christ et Dieu le Père depuis le Ciel, dans l'angle supérieur droit de la composition.
Longtemps demeurée au château de Versailles, à Versailles, l'œuvre est conservée au musée du Louvre, à Paris. Cet établissement détient par ailleurs dans ses collections une toile de Carrache sur le même sujet et portant le même titre.

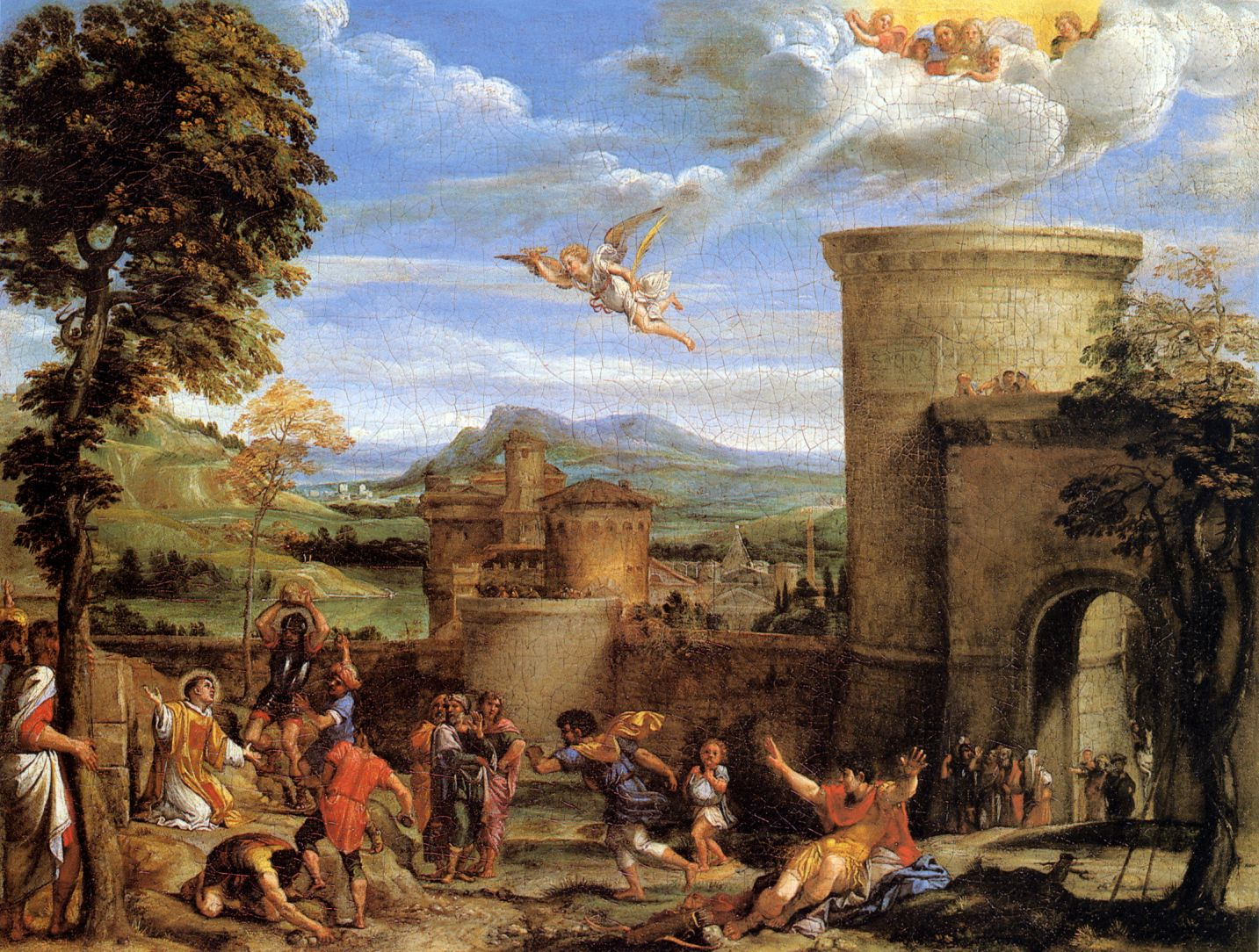
La Lapidation de saint Étienne, 1600-1605 – Musée du Louvre, Paris.